# Sogo Sport Center
Het Sogo Sport Center (山形市総合スポーツセンタースケート場) is een ijsbaan in Yamagata in de prefectuur Yamagata in het midden van Japan. De openlucht-kunstijsbaan is geopend in 1989 en ligt op 124 meter boven zeeniveau.